# Liste der Monuments historiques in Seraumont
Die Liste der Monuments historiques in Seraumont führt die Monuments historiques in der französischen Gemeinde Seraumont auf.

## Liste der Immobilien
| Bezeichnung              | Beschreibung         | Standort                 | Kennzeichnung | Schutzstatus | Datum | Bild |
| ------------------------ | -------------------- | ------------------------ | ------------- | ------------ | ----- | ---- |
| Dolmen du Bois du Comtot | Dolmen und Grabhügel | östlich des Ortes (Lage) | PA88000024    | Inscrit      | 2000  |      |